# Liste der Naturschutzgebiete im Landkreis Wunsiedel im Fichtelgebirge
Im Landkreis Wunsiedel im Fichtelgebirge gibt es 13 Naturschutzgebiete. Das größte Naturschutzgebiet ist das 1941 eingerichtete Naturschutzgebiet Egertal bei Neuhaus.
| Name                                           | Bild | Kennung                   | Kreis                                   | Einzelheiten | Position | Fläche Hektar | Datum |
| ---------------------------------------------- | ---- | ------------------------- | --------------------------------------- | --- | -------- | ------------- | ----- |
| Brutteich und Brutwiesen bei Neuhaus a.d. Eger |      | NSG-00478.01 WDPA: 162598 | Landkreis Wunsiedel                     | Neuhaus a. d. Eger Naturnaher Teich mit ausgedehnten Verlandungszonen und umgebenden Gehölz- und Wiesenbereichen. | ⊙        | 9,20          | 1984  |
| Egertal bei Neuhaus                            |      | NSG-00346.01 WDPA: 162851 | Landkreis Wunsiedel                     | Neuhaus a. d. Eger Ein in Oberfranken einzigartiger Talabschnitt von hervorragender landschaftlicher Schönheit. | ⊙        | 263,22        | 1941  |
| Gipfel der Großen Kösseine                     |      | NSG-00027.01 WDPA: 81733  | Landkreis Wunsiedel                     | Reichenbach Granitturm mit mächtigen Blockfeldern. | ⊙        | 13,35         | 1940  |
| Häuselloh                                      |      | NSG-00115.01 WDPA: 81837  | Landkreis Wunsiedel                     | Selb Ehemaliges Hochmoor mit Spirkenmoorwald. | ⊙        | 69,01         | 1979  |
| Kleines Labyrinth                              | BW   | NSG-00243.01 WDPA: 164135 | Landkreis Wunsiedel                     | Kleinwendern Schutz der Felsblöcke und Verwitterungsformen des Granits sowie der typischen Vegetation um die Felsen und an den Felsblöcken.                                                                                                 | ⊙        | 15,77         | 1985  |
| Luisenburg                                     |      | NSG-00006.01 WDPA: 82121  | Landkreis Wunsiedel                     | Wunsiedel Vielfältige Abtragungs- und Verwitterungsformen des Granits. | ⊙        | 33,18         | 1938  |
| Moorgebiet Wunsiedler Weiher                   |      | NSG-00258.01 WDPA: 164677 | Landkreis Wunsiedel                     | Selb Ehemaliges Hochmoor mit Reliktbestockung (Moorbirkenwald) und seinen Regenerationsstadien (Flachmoor, Übergangsmoor) sowie seinen Nutzungsformen (Pfeifengrasstreuwiese, Borstgrasrasen, Fadenbinsennasswiese, oligotrophes Gewässer). | ⊙        | 59,70         | 1985  |
| Naturwaldreservat Fichtelseemoor               |      | NSG-00155.01 WDPA: 82213  | Landkreis Bayreuth, Landkreis Wunsiedel | Fichtelberg Ehemaliges Hochmoor. Landkreis Bayreuth: 107,41 ha Landkreis Wunsiedel: 30,51 ha | ⊙        | 137,92        | 1982  |
| Naturwaldreservat Hengstberg                   | BW   | NSG-00198.01 WDPA: 82211  | Landkreis Wunsiedel                     | Selb Für den Naturraum sehr seltener naturnaher Laubmischwald. | ⊙        | 41,07         | 1984  |
| Plattengipfel                                  |      | NSG-00023.01 WDPA: 82334  | Landkreis Wunsiedel                     | Fichtelberg Felsflechtenflora auf Granitblöcken des Blockmeeres. | ⊙        | 3,84          | 1939  |
| Ruhberg südlich Arzberg                        | BW   | NSG-00585.01 WDPA: 319018 | Landkreis Wunsiedel                     | Arzberg Naturnah und artenreich mit seltenen, empfindlichen und gefährdeten Tierarten. | ⊙        | 27,37         | 2001  |
| Schneeberggipfel                               |      | NSG-00036.01 WDPA: 82540  | Landkreis Wunsiedel                     | Bad Weißenstadt Flechten- und Moosflora mit besonders schützenswerten hochmontan bis alpin verbreiteten Arten. | ⊙        | 37,07         | 1941  |
| Zeitelmoos                                     |      | NSG-00351.01 WDPA: 166397 | Landkreis Wunsiedel                     | Wunsiedel Ehemaliges Hochmoor mit seinen vielfältigen Regenerationsstadien. | ⊙        | 77,74         | 1989  |
| Legende für Naturschutzgebiet                  |      |                           |                                         | |          |               |       |